# ساندرا غراو
ساندرا غراو هي متزحلقة أندورية، ولدت في 27 يوليو 1970 في سانت جوليا دي لوريا في أندورا.

## وصلات خارجية
- ساندرا غراو على موقع الاتحاد الدولي للتزلج (التزلج على المنحدرات الثلجية) (الإنجليزية)
- ساندرا غراو على موقع اللجنة الأولمبية الدولية (الإنجليزية)
- ساندرا غراو على موقع أوليمبيديا (الإنجليزية)